# Siedem dziewcząt kaprala Zbrujewa
Siedem dziewcząt kaprala Zbrujewa (org. Семь невест ефрейтора Збруева) – radziecki film komediowy z 1970 roku w reżyserii Witalija Mielnikowa.  

## Opis fabuły
Tytułowy kapral Kostia Zbrujew to młodzieniec, który w czasie służby wojskowej był wzorowym żołnierzem. Jego zdjęcie ukazało się na okładce jednego z wojskowych magazynów. Posypały się listy i zdjęcia od młodych dziewcząt z całego ZSRR. Po wyjściu do cywila Zbrujew odwiedza kolejne, wybrane dziewczyny (jest ich siedem), poszukując kandydatki na żonę. Przemierza cały kraj od ukraińskich stepów po syberyjską tajgę, spotykając wielu ludzi, poznaje ich codzienne sprawy i problemy. Odwiedzając kolejne dziewczyny, przekonuje się, że jego naiwne wyobrażenia o idealnej kandydatce nie wytrzymują konfrontacji z rzeczywistością – kobiety, które do niego pisały, dalekie są od ideału lub wcale nie są zainteresowane "na poważnie" Kostią, lekko traktując korespondencję z nim. Kulminacją jego poszukiwań jest spotkanie na dalekiej Syberii z przewodniczącym myśliwskiego sowchozu, który wysłał do Kostii fotokopię klasycznego portretu Madonny, pragnąc przyciągnąć młodego snajpera do pracy w odległym zakątku kraju. 
Jak pisał polski recenzent: "Film Mielnikowa jest, obok ukazania w komediowy sposób perypetii głównego bohatera, krytyką życia społecznego  ZSRR – drobnomieszczańskich obyczajów, wszechobecnej biurokracji i mieszania spraw prywatnych obywateli z życiem publicznym i zawodowym".

## Obsada aktorska
- Siemion Morozow – kapral Kostia Zbrujew
- Natalia Czetwierikowa – Nadieżda, druga narzeczona, tkaczka
- Marianna Wiertinska – Tatiana Drozdowa, trzecia narzeczona, znana aktorka filmowa
- Jelena Sołowiej – pielęgniarka Rimma, czwarta narzeczona
- Natalia Warlej – Galina Listopad, piąta narzeczona, funkcionariusz Komsomołu
- Tatiana Fiodorowa – Walentyna, szósta narzeczona, dziewczyna z wioski
- Irina Kubierskaja  — konduktorka pociągu międzynarodowego
- Jelizawieta Aleksiejewna – zagraniczna turystka
- Serafim Striełkow – zagraniczny turysta
- Walentyna Pugaczowa – stewardesa w pociągu
- Olga Grigoriewa – prowadząca imprezę w parku
- Lubow Tiszczenko  — koleżanka Nadieżdy
- Ludmiła Staricyna – Lusia
- Leonid Kurawlow — duchowny w pociągu
- Wasilij Mierkurjew – dyrektor myśliwskiego sowchzou
- Aleksiej Kożewnikow – komendant lotniska
- Anatolij Stołbow – dyrektor akademika
- Anatolij Abramow – towarzysz podróży w samolocie
- Walerij Mironow – sierż. Orłow
- Michaił Wasiliew – pijak z pistoletową zapalniczką
- Jurij Radkiewicz – Kola, mąż Galiny Listopad
- Jewgienija Sabielnikowa – koleżanka Nadieżdy
- Aleksandr Synkow – porucznik przy kasie lotniska
- Wiktor Czajnikow – steward w pociągu międzynarodowym
- "Jarosławskije rebiata" – trio śpiewające piosenki we wstawkach

i inni.